# Siblah Coh
Siblah Coh is een bestuurslaag in het regentschap Pidie Jaya van de provincie Atjeh, Indonesië. Siblah Coh telt 589 inwoners (volkstelling 2010).